# Мілледжвілл (Огайо)
Мілледжвілл (англ. Milledgeville) — селище (англ. village) в США, в окрузі Файєтт штату Огайо. Населення — 98 осіб (2020).

## Географія
Мілледжвілл розташований за координатами 39°35′38″ пн. ш. 83°35′15″ зх. д. / 39.59389° пн. ш. 83.58750° зх. д. (39.593907, -83.587466).  За даними Бюро перепису населення США в 2010 році селище мало площу 0,26 км², уся площа — суходіл.

## Демографія
Згідно з переписом 2010 року, у селищі мешкало 112 осіб у 50 домогосподарствах у складі 29 родин. Густота населення становила 427 осіб/км².  Було 55 помешкань (210/км²).
Расовий склад населення:
| - 95,5 % — білих - 1,8 % — чорних або афроамериканців - 0,9 % — азіатів |

До двох чи більше рас належало 0,9 %. Частка іспаномовних становила 0,0 % від усіх жителів.
За віковим діапазоном населення розподілялося таким чином: 22,3 % — особи молодші 18 років, 60,7 % — особи у віці 18—64 років, 17,0 % — особи у віці 65 років та старші. Медіана віку мешканця становила 45,7 року. На 100 осіб жіночої статі у селищі припадало 133,3 чоловіків;  на 100 жінок у віці від 18 років та старших — 117,5 чоловіків також старших 18 років.
Середній дохід на одне домашнє господарство  становив 35 552 долари США (медіана — 30 417), а середній дохід на одну сім'ю — 46 923 долари (медіана — 41 875). За межею бідності перебувало 41,5 % осіб, у тому числі 58,1 % дітей у віці до 18 років та 7,4 % осіб у віці 65 років та старших.
Цивільне працевлаштоване населення становило 49 осіб. Основні галузі зайнятості: мистецтво, розваги та відпочинок — 24,5 %, виробництво — 20,4 %, транспорт — 14,3 %, публічна адміністрація — 14,3 %.